# Kaysersberg
Kaysersberg (en alsacià Kaiserschbàrig) és un municipi francès, situat a la regió del Gran Est, al departament de l'Alt Rin. L'any 1999 tenia 2.676 habitants.

## Demografia
| 1962  | 1968  | 1975  | 1982  | 1990  | 1999  |
| ----- | ----- | ----- | ----- | ----- | ----- |
| 2.821 | 2.979 | 2.942 | 2.707 | 2.755 | 2.676 |

## Administració
| Període | Identitat        | Partit    |
| ------- | ---------------- | --------- |
| 2001-   | Henri Stoll      | Les Verts |
| 2008-   | Nicole Tisserand |           |

## Personatges il·lustres
- Albert Schweitzer, teòleg i músic